# Noisy-le-Sec

Położenie Noisy-le-Sec w ramach aglomeracji paryskiej

Noisy-le-Sec – miejscowość i gmina we Francji, w regionie Île-de-France, w departamencie Sekwana-Saint-Denis.
Według danych na rok 1990 gminę zamieszkiwało 36 309 osób, a gęstość zaludnienia wynosiła 7204 osób/km² (wśród 1287 gmin regionu Île-de-France Noisy-le-Sec plasuje się na 56. miejscu pod względem liczby ludności, natomiast pod względem powierzchni – na miejscu 674.).

## Współpraca
- Arganda del Rey, Hiszpania
- Dżeol, Mauretania
- South Tyneside, Wielka Brytania
- Jarrow, Wielka Brytania